# Кенет Карлсен
Кенет Карлсен (Kenneth Carlsen) е датски тенисист.

## Биография
Кенет Карлсен е роден на 17 април 1973 г. в Копенхаген, Дания.

## Кариера
Кенет Карлсенигра играе с лява ръка с бекхенд с една ръка. Най-голямото му предимство е мощният му сервис, предпочита бързи настилки (твърда и трева).
През по-голямата част от кариерата си е най-добрият тенисист на Дания. Той е награден като най-добър датски тенисист на годината седем пъти от Датската федерация по тенис (за първи път през 1991 г., за последен път през 2005 г.). Два пъти наградата отива при датския отбор за Купа Дейвис, в който Карлсен е централна фигура до 2003 г. (рекордът му е 29-13 на сингъл).
През ноември 2008 г. Карлсен е назначен за капитан на отбора на Дания за Купа Дейвис. Под негово ръководство през 2011 г. датчаните се връщат в група I на зона Европа/Африка.

## Кариерна статистика

### ATP финали (3 титли; 7 финала)
|        | П–З | Година | Турнир                | Клас           | Настилка   | Опонент        | Резултат           |
| ------ | --- | ------ | --------------------- | -------------- | ---------- | -------------- | ------------------ |
| Загуба | 0–1 | 1992   | Куинсланд Оупън       | Световни серии | Твърда (з) | Гийом Рау      | 4–6, 6–7(10–12)    |
| Загуба | 0–2 | 1996   | Копенхаген Оупън      | Световни серии | Килим (з)  | Седрик Пиолин  | 2–6, 6–7(7–9)      |
| Загуба | 0–3 | 1997   | Окланд Оупън          | Световни серии | Твърда     | Йонас Бьоркман | 6–7(7–9), 0–6      |
| Победа | 1–3 | 1998   | Хонконг Оупън         | Световни серии | Твърда     | Байрън Блек    | 6–2, 6–0           |
| Загуба | 1–4 | 1999   | Зала на славата Оупън | Световни серии | Трева      | Крис Удръф     | 7–6(7–5), 4–6, 4–6 |
| Победа | 2–4 | 2002   | Япония Оупън          | Межд. Голд     | Твърда     | Магнус Норман  | 7–6(8–6), 6–3      |
| Победа | 3–4 | 2005   | Ю Ес Индор            | Межд. Голд     | Твърда (з) | Макс Мирни     | 7–5, 7–5           |